# 白山神社 (伊万里市)
白山神社（はくさんじんじゃ）は佐賀県伊万里市にある神社。

## 祭神
（祭神節の主要な出典）
- 菊理媛神（くくりひめのみこと）
- 伊邪那岐命（いざなぎのみこと）
- 伊邪那美命（いざなみのみこと）

## 歴史
長久2年（1041年）松浦党の祖である松浦久（源久）がこの地の凶賊征伐の戦勝祈願のために加賀国の白山比咩神社を勧請した。創建時には南波多町古川（ふるこ）にあったが、南波多町井手野字鳥居原（とりいばる）に移転、その後、新田開発のため現在地に移転した。

## 所在地情報
所在地
- 佐賀県伊万里市南波多町井手野2927番地

交通
- 鉄道
  - 肥前長野駅（九州旅客鉄道〈JR九州〉筑肥線)
  - 伊万里駅（九州旅客鉄道〈JR九州〉・松浦鉄道）

- バス
  - 伊万里ふるさと村（昭和自動車） - 徒歩で約5分

- 道路
  - 国道202号
  - 佐賀県道32号伊万里畑川内厳木線

## 周辺
- 新久田城跡（城山） - 白山神社から南西方向に700メートルほどの南波多町井手野字新久田にある（北緯33度18分42.8秒 東経129度55分20.3秒 / 北緯33.311889度 東経129.922306度）。松浦久の四男の新久田四郎（源聞）が久安6年（1150年）に築城。文禄3年（1594年）とりつぶされた[要出典]。
- 伊万里市立南波多郷学館
- 道の駅伊万里